# Liga Premier de Rusia 2018-19
La temporada 2018-19 fue la 27.ª edición de la Liga Premier de Rusia, la máxima categoría del fútbol en Rusia desde la disolución de la Unión Soviética. El campeonato comenzó el 29 de julio de 2018, finalizando el 26 de mayo de 2019, con un receso de invierno entre el 12 de diciembre de 2018 y el 1 de marzo de 2019. El Zenit San Petersburgo se coronó campeón por quinta vez en la Liga Premier.

## Formato
Los 16 equipos jugarán un torneo de todos contra todos, por lo que cada equipo juega frente a los rivales dos veces, una como local y otra como visitante. Por lo tanto, se jugará un total de 240 partidos, con 30 partidos jugados por cada equipo.
Los equipos que hayan concluido en las posiciones 15 y 16 descenderán automáticamente a la FNL, mientras que los dos mejores equipos de la FNL conseguirán el ascenso. Por otra parte, los clubes de FNL situados en tercera y cuarta posición se enfrentarán a los clasificados en posición 13 y 14 de Liga Premier en los partidos de ida y vuelta de la promoción para obtener una plaza para la temporada 2019-20.

## Equipos participantes
Al igual que en la temporada anterior, 16 equipos jugarán en la temporada 2018-19. Después de la temporada 2017-18, el Anzhí Majachkalá, FC Tosno y SKA-Khabarovsk descendieron a la Liga Nacional de Fútbol de 2018-1919. Fueron reemplazados por tres clubes de la Liga Nacional de Fútbol 2017-18, el FC Orenburg, Krylya Sovetov Samara y Yenisey Krasnoyarsk. Orenburg y Krylya regresaron después de una temporada de ausencia, mientras que Yenisey debuta en la Liga Premier.
El 13 de junio de 2018, el Amkar Perm anunció que la Federación Rusa de Fútbol retiró su licencia de la temporada 2018-19, por lo que no cumplía los requisitos para disputar la Liga Premier de Rusia o la Liga Nacional de Fútbol de Rusia. El FC Anzhí Majachkalá, que ya tenía licencia para la Liga Premier 2018-19 antes de perder en los play-offs por la permanencia de la temporada 2017-18, reunía las condiciones para permanecer en la liga por delante del otro club perdedor en la promoción, el FC Tambov. El Anzhi volvió a solicitar la membresía de la Liga Premier el 15 de junio, la decisión final sobre su admisión se ratificó el 22 de junio.

### Ascensos y descensos
| Pos. | Descendidos de la Liga Premier de Rusia 2017-18 |
| ---- | ----------------------------------------------- |
| 13.º | Amkar Perm                                      |
| 15.º | FC Tosno                                        |
| 16.º | FC SKA-Khabarovsk                               |

| Pos.  | Ascendidos de la Liga Nacional de Fútbol 2017-18 |
| ----- | ------------------------------------------------ |
| 1.º   | FC Orenburg                                      |
| 2.º   | FC Krylia Sovetov Samara                         |
| prom. | FC Yenisey Krasnoyarsk                           |

### Estadios y ciudades
| Club                      | Estadio                  | Ciudad          | Inauguración | Capacidad |
| ------------------------- | ------------------------ | --------------- | ------------ | --------- |
| FC Ajmat Grozni           | Ajmat Arena              | Grozni          | 2011         | 30,597    |
| FC Anzhí Majachkalá       | Anzhi-Arena              | Kaspisk         | 2013         | 30,000    |
| PFC Arsenal Tula          | Estadio Arsenal          | Tula            | 1959         | 20,048    |
| PFC CSKA Moscú            | Arena CSKA               | Moscú           | 2016         | 30,000    |
| FC Dinamo Moscú           | Arena Khimki             | Moscú           | 2008         | 18,636    |
| FC Krasnodar              | Estadio del FC Krasnodar | Krasnodar       | 2016         | 34,291    |
| PFC Krylia Sovetov Samara | Samara Arena             | Samara          | 2018         | 44,918    |
| FC Lokomotiv Moscú        | Estadio Lokomotiv        | Moscú           | 2002         | 28,800    |
| FC Orenburg               | Estadio Gazovik          | Oremburgo       | 2002         | 7,500     |
| FC Rostov                 | Rostov Arena             | Rostov del Don  | 2018         | 43,472    |
| FC Rubin Kazán            | Kazán Arena              | Kazán           | 2013         | 45,379    |
| FC Spartak de Moscú       | Otkrytie Arena           | Moscú           | 2014         | 45,360    |
| FC Ufa                    | Estadio Neftyanik        | Ufá             | 1967         | 15,234    |
| FC Ural Ekaterimburgo     | Estadio Central          | Ekaterimburgo   | 1940         | 35,000    |
| FC Yenisey Krasnoyarsk    | Estadio Central          | Krasnoyarsk     | 1967         | 22,500    |
| Zenit de San Petersburgo  | Estadio Krestovski       | San Petersburgo | 2017         | 64,287    |

### Cuerpo técnico y uniformes
| Club                   | Ciudad           | Entrenador         | Marca        | Patrocinador         |
| ---------------------- | ---------------- | ------------------ | ------------ | -------------------- |
| Akhmat Grozny          | Grozny           | Rashid Rajímov     | Adidas       | Akhmat Foundation    |
| Anzhí Majachkalá       | Majachkalá       | Magomed Adiyev     | Jako         |                      |
| Arsenal Tula           | Tula             | Oleg Kononov       | Adidas       | SPLAV                |
| CSKA Moscú             | Moscú            | Viktor Goncharenko | Umbro        | Rosseti              |
| Dynamo Moscú           | Moscú            | Dmitri Khokhlov    | Nike         | VTB                  |
| Krasnodar              | Krasnodar        | Murad Musayev      | Puma         | Constell Group       |
| Krylia Sovetov         | Samara           | Andrey Tikhonov    | Puma         | Parimatch            |
| Lokomotiv Moscú        | Moscú            | Yuri Semin         | Under Armour | RZhD                 |
| FC Orenburg            | Orenburg         | Vladimir Fedotov   | Nike         |                      |
| FC Rostov              | Rostov del Don   | Valeri Karpin      | Joma         |                      |
| Rubin Kazán            | Kazán            | Kurban Berdyev     | Jako         | Nizhnekamskneftekhim |
| Spartak de Moscú       | Moscú            | Massimo Carrera    | Nike         | LUKOIL               |
| FC Ufa                 | Ufa              | Sergei Tomarov     | Joma         |                      |
| Ural Yekaterinburg     | Yekaterinburg    | Dmytro Parfenov    | Joma         | Renova, TMK          |
| Yenisey Krasnoyarsk    | Krasnoyarsk      | Dmitri Alenichev   | Nike         |                      |
| Zenit Saint Petersburg | Saint Petersburg | Sergei Semak       | Nike         | Gazprom              |

## Clasificación
| Pos. | Equipo                     | Pts. | PJ | G  | E  | P  | GF | GC | Dif. | Clasificación o descenso                                                |
| ---- | -------------------------- | ---- | -- | -- | -- | -- | -- | -- | ---- | ----------------------------------------------------------------------- |
| 1    | Zenit Saint Petersburg (C) | 64   | 30 | 20 | 4  | 6  | 57 | 29 | +28  | Clasifica a fase de grupos de Liga de Campeones de la UEFA 2019-20      |
| 2    | Lokomotiv Moscú            | 56   | 30 | 16 | 8  | 6  | 45 | 28 | +17  | Clasifica a fase de grupos de Liga de Campeones de la UEFA 2019-20      |
| 3    | FC Krasnodar               | 56   | 30 | 16 | 8  | 6  | 55 | 23 | +32  | Tercera ronda clasificatoria de la Liga de Campeones de la UEFA 2019-20 |
| 4    | CSKA Moscú                 | 51   | 30 | 14 | 9  | 7  | 46 | 23 | +23  | Clasifica a la fase de grupos de la Liga Europa de la UEFA 2019-20      |
| 5    | Spartak Moscú              | 49   | 30 | 14 | 7  | 9  | 36 | 31 | +5   | Tercera ronda clasificatoria de la Liga Europa de la UEFA 2019-20       |
| 6    | Arsenal Tula               | 46   | 30 | 12 | 10 | 8  | 40 | 33 | +7   | Segunda ronda clasificatoria de la Liga Europa de la UEFA 2018-19       |
| 7    | FC Orenburg                | 43   | 30 | 12 | 7  | 11 | 39 | 34 | +5   |                                                                         |
| 8    | Akhmat Grozny              | 42   | 30 | 11 | 9  | 10 | 29 | 30 | −1   |                                                                         |
| 9    | FC Rostov                  | 41   | 30 | 10 | 11 | 9  | 25 | 23 | +2   |                                                                         |
| 10   | Ural Ekaterimburgo         | 38   | 30 | 10 | 8  | 12 | 33 | 45 | −12  |                                                                         |
| 11   | Rubin Kazán                | 36   | 30 | 7  | 15 | 8  | 24 | 30 | −6   |                                                                         |
| 12   | Dynamo Moscú               | 33   | 30 | 6  | 15 | 9  | 28 | 28 | 0    |                                                                         |
| 13   | Krylia Sovetov Samara      | 28   | 30 | 8  | 4  | 18 | 25 | 46 | −21  | Promoción ascenso-descenso                                              |
| 14   | FC Ufa                     | 26   | 30 | 5  | 11 | 14 | 24 | 34 | −10  | Promoción ascenso-descenso                                              |
| 15   | Anzhí Majachkalá           | 21   | 30 | 5  | 6  | 19 | 13 | 50 | −37  | Descenso a Liga Nacional de Fútbol de Rusia 2019-20                     |
| 16   | Yenisey Krasnoyarsk        | 20   | 30 | 4  | 8  | 18 | 24 | 55 | −31  | Descenso a Liga Nacional de Fútbol de Rusia 2019-20                     |

 Fuente: Russian Premier League, Soccerway
Criterios de clasificación: 1) Puntos; 2) Puntos entre sí; 3) Partidos ganados; 4) Diferencia goles; 5) Goles marcados.

## Resultados
| Local \ Visitante      | AKH | ANZ | ARS | CSK | DYN | KRA | KRY | LOK | ORE | ROS | RUB | SPA | UFA | URA | YEN | ZEN |
| ---------------------- | --- | --- | --- | --- | --- | --- | --- | --- | --- | --- | --- | --- | --- | --- | --- | --- |
| Akhmat Grozny          | —   | 0–0 | 2–0 | 0–2 | 0–0 | 1–1 | 2–1 | 1–3 | 1–1 | 1–0 | 1–1 | 1–3 | 2–1 | 1–1 | 1–0 | 1–1 |
| Anzhí Majachkalá       | 0–1 | —   | 0–1 | 0–2 | 1–1 | 0–4 | 0–2 | 0–2 | 1–3 | 1–1 | 1–1 | 0–3 | 0–0 | 0–2 | 2–1 | 2–1 |
| Arsenal Tula           | 3–1 | 2–0 | —   | 2–0 | 0–0 | 0–3 | 4–0 | 2–0 | 2–2 | 0–1 | 2–2 | 3–0 | 1–1 | 0–0 | 2–0 | 4–2 |
| CSKA Moscú             | 1–0 | 2–0 | 3–0 | —   | 2–2 | 1–2 | 6–0 | 0–1 | 2–3 | 0–1 | 3–0 | 1–1 | 2–2 | 4–0 | 2–1 | 2–0 |
| Dynamo Moscú           | 0–0 | 0–1 | 3–3 | 0–0 | —   | 1–1 | 1–0 | 0–1 | 2–0 | 0–0 | 1–1 | 0–1 | 3–0 | 4–0 | 1–2 | 1–0 |
| FC Krasnodar           | 0–1 | 5–0 | 3–0 | 2–0 | 3–0 | —   | 1–0 | 2–1 | 2–2 | 2–2 | 1–0 | 0–1 | 1–1 | 2–0 | 3–0 | 2–3 |
| Krylia Sovetov Samara  | 1–2 | 1–0 | 0–1 | 0–0 | 1–0 | 0–3 | —   | 0–1 | 0–3 | 1–0 | 1–0 | 1–2 | 1–1 | 0–1 | 4–0 | 0–1 |
| Lokomotiv Moscú        | 2–0 | 2–1 | 3–1 | 1–1 | 1–1 | 1–0 | 2–2 | —   | 2–1 | 2–1 | 4–0 | 0–0 | 1–0 | 1–2 | 2–1 | 1–1 |
| FC Orenburg            | 1–3 | 0–1 | 1–1 | 0–1 | 1–0 | 1–1 | 3–1 | 1–0 | —   | 3–0 | 1–0 | 2–0 | 1–0 | 2–2 | 0–0 | 1–2 |
| FC Rostov              | 1–0 | 1–0 | 0–0 | 0–0 | 0–0 | 1–1 | 0–1 | 1–2 | 0–1 | —   | 1–1 | 2–1 | 0–0 | 2–1 | 4–0 | 1–0 |
| Rubin Kazan            | 1–0 | 0–0 | 0–0 | 1–1 | 1–1 | 2–1 | 2–1 | 0–0 | 2–0 | 0–2 | —   | 1–1 | 1–1 | 1–0 | 1–0 | 0–1 |
| Spartak Moscú          | 1–2 | 1–0 | 2–3 | 0–2 | 2–1 | 1–1 | 3–1 | 2–1 | 1–0 | 0–1 | 1–1 | —   | 1–0 | 1–2 | 2–0 | 1–1 |
| FC Ufa                 | 0–1 | 3–0 | 1–2 | 0–3 | 1–2 | 0–1 | 1–2 | 0–0 | 0–2 | 1–0 | 0–0 | 2–0 | —   | 4–1 | 2–1 | 0–2 |
| Ural Yekaterinburg     | 2–1 | 0–1 | 2–1 | 0–1 | 1–1 | 1–2 | 1–1 | 2–2 | 2–1 | 1–1 | 2–1 | 0–1 | 1–1 | —   | 3–2 | 0–1 |
| Yenisey Krasnoyarsk    | 1–1 | 3–1 | 0–0 | 1–1 | 2–2 | 0–4 | 1–0 | 0–3 | 2–1 | 1–1 | 1–1 | 2–3 | 0–0 | 1–2 | —   | 0–2 |
| Zenit Saint Petersburg | 1–0 | 5–0 | 1–0 | 3–1 | 2–0 | 2–1 | 4–2 | 5–3 | 3–1 | 2–0 | 1–2 | 0–0 | 2–1 | 4–1 | 4–1 | —   |

## Goleadores
| Pos. | Jugador                     | Club                   | Goles |
| ---- | --------------------------- | ---------------------- | ----- |
| 1    | Fyodor Chalov               | CSKA Moscú             | 15    |
| 2    | Sardar Azmoun               | Zenit Saint Petersburg | 13    |
| 3    | Viktor Claesson             | FC Krasnodar           | 12    |
| 4    | Sebastián Driussi           | Zenit Saint Petersburg | 11    |
| 4    | Anton Miranchuk             | Lokomotiv Moscú        | 11    |
| 6    | Zé Luís                     | Spartak Moscú          | 10    |
| 7    | Sylvester Igboun            | FC Ufa                 | 9     |
| 8    | Ariclenes da Silva Ferreira | FC Krasnodar           | 8     |
| 8    | Zelimjan Bakayev            | Arsenal Tula           | 8     |
| 8    | Artiom Dziuba               | Zenit Saint Petersburg | 8     |
| 8    | Jefferson Farfán            | Lokomotiv Moscú        | 8     |
| 8    | Magomed-Shapi Suleymanov    | FC Krasnodar           | 8     |
| 8    | Alekséi Sutormin            | FC Orenburg            | 8     |
| 14   | Fyodor Smolov               | Lokomotiv Moscú        | 7     |
| 14   | Luka Đorđević               | Arsenal Tula           | 7     |
| 14   | Eric Bicfalvi               | FC Ural Ekaterimburgo  | 7     |

actualización: 26 de mayo de 2019

## Promoción de ascenso-descenso
La disputan los clubes clasificados en 13º y 14º lugar en la Liga Premier y el 3º y 4º clasificados de la Liga Nacional de Fútbol de Rusia 2018-19. Los equipos vencedores de ambas llaves ascienden o se mantienen en la Liga Premier.

### Eliminatoria 1
| 29 de mayo de 2019 | FC Nizhni Nóvgorod      | 1:3 (1:0) | Krylia Sovetov Samara                                                            | Estadio de Nizhni Nóvgorod, Nizhni Nóvgorod                  |                                                              |
|                    | Daniil Fomin 23' (pen.) | Reporte   | Vitaliy Fedoriv 65' (a.g.) · Anton Zinkovsky 90+1' (pen.) · Roman Shishkin 90+4' | Asistencia: 21.800 espectadores Árbitro(s): Sergey Lapochkin | Asistencia: 21.800 espectadores Árbitro(s): Sergey Lapochkin |

| 2 de junio de 2019 | Krylia Sovetov Samara | 0:1 (0:1) | FC Nizhni Nóvgorod      | Samara Arena, Samara                                       |                                                            |
|                    |                       | Reporte   | Daniil Fomin 45' (pen.) | Asistencia: 23.441 espectadores Árbitro(s): Sergei Karasev | Asistencia: 23.441 espectadores Árbitro(s): Sergei Karasev |

- Krylia Sovetov Samara ganó la serie por un resultado global de 3:2 y se mantiene en la Liga Premier.

### Eliminatoria 2
| 29 de mayo de 2019 | FC Ufa                                          | 2:0 (1:0) | Tom Tomsk | Estadio Neftyanik, Ufa                                    |                                                           |
|                    | Sylvester Igboun 28' · Ismail Ediyev 80' (a.g.) | Reporte   |           | Asistencia: 9.384 espectadores Árbitro(s): Mikhail Vilkov | Asistencia: 9.384 espectadores Árbitro(s): Mikhail Vilkov |

| 2 de junio de 2019 | Tom Tomsk          | 1:0 (1:0) | FC Ufa | Estadio Trud, Tomsk                                       |                                                           |
|                    | Alexei Gasilin 11' | Reporte   |        | Asistencia: 6.210 espectadores Árbitro(s): Vitali Meshkov | Asistencia: 6.210 espectadores Árbitro(s): Vitali Meshkov |

- FC Ufa ganó la serie por un resultado global de 2:1 y se mantiene en la Liga Premier.